# Friedrichsmoorer Karpfenteiche
El Friedrichsmoorer Karpfenteiche (en alemán: Friedrichsmoorer Karpfenteiche) es un estanque situado en el distrito de Ludwigslust-Parchim —al sureste de la ciudad de Schwerin—, en el estado de Mecklemburgo-Pomerania Occidental (Alemania), a una altitud de 36 metros; tiene un área de 330 hectáreas.

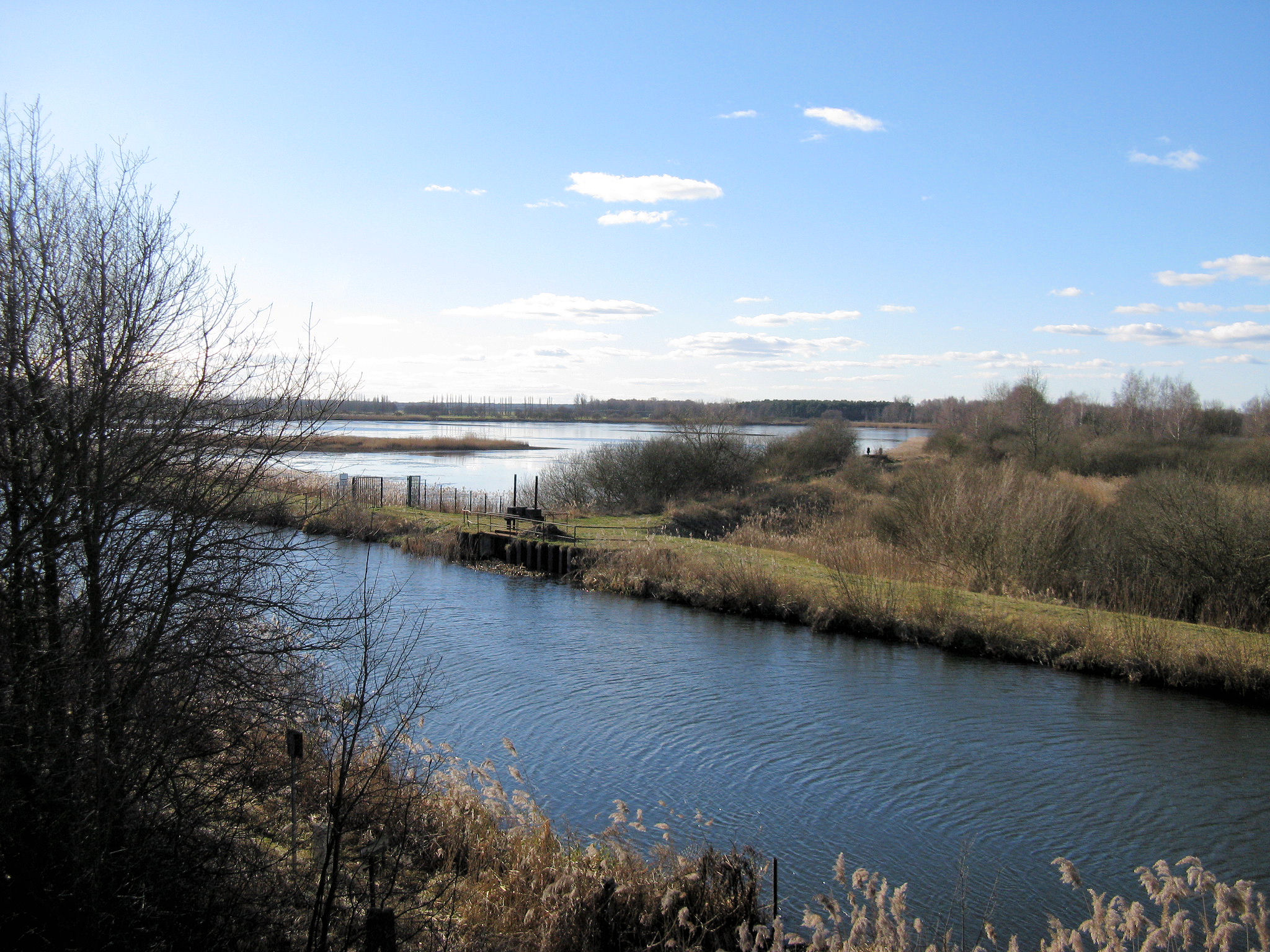